# Liga dos Campeões da CAF de 2015
A Liga dos Campeões da CAF de 2015 foi a 51ª edição da maior competição de clubes da África e a 19ª edição sobre o atual formato de competição. Como campeão, o TP Mazembe irá representar a África na Copa do Mundo de Clubes da FIFA de 2015.

## Alocação das vagas
Todos os 56 membros da CAF podem entrar na Liga dos Campeões da CAF, com os 12 melhores ranqueados de acordo com o Ranking de 5 anos da CAF podendo inscrever duas equipes na competição. O campeão da edição da passada da competição também tem direito a uma vaga.
Para a edição de 2015, a CAF usa o ranking entre 2009 e 2013, que calcula pontos para cada associação participante com base na performance dos clubes através destes 5 anos na Liga dos Campeões da CAF e na Copa das Confederações da CAF. Os critérios para os pontos são os seguintes:
|                                  | Liga dos Campeões da CAF | Copa das Confederações da CAF |
| -------------------------------- | ------------------------ | ----------------------------- |
| Campeão                          | 5 pontos                 | 4 pontos                      |
| Vice-campeão                     | 4 pontos                 | 3 pontos                      |
| Eliminado na semifinal           | 3 pontos                 | 2 pontos                      |
| Terceiro-lugar na fase de grupos | 2 pontos                 | 1 ponto                       |
| Quarto-lugar na fase de grupos   | 1 ponto                  | 1 ponto                       |

Os pontos são multiplicados por um coeficiente de acordo com o ano do seguinte modo:
- 2013 – 5
- 2012 – 4
- 2011 – 3
- 2010 – 2
- 2009 – 1

## Equipes classificadas
As seguintes equipes se inscreveram na competição. Equipes marcadas em negrito se classificam diretamente para a segunda pré-eliminatória.
As associações abaixo são mostradas de acordo com o seu ranking entre 2009 e 2013.
| País                                                              | Equipe                                                            | Classificação |
| Associações elegíveis para entrar com duas equipes (Ranking 1–12) | Associações elegíveis para entrar com duas equipes (Ranking 1–12) | Associações elegíveis para entrar com duas equipes (Ranking 1–12)                                                            |
| ----------------------------------------------------------------- | ----------------------------------------------------------------- | --- |
| Tunísia · (1º – 106 pts)                                          | Espérance de Tunis                                                | Campeão – Campeonato Tunisiano de Futebol de 2013–14                                                                         |
| Tunísia · (1º – 106 pts)                                          | CS Sfaxien                                                        | Vice-campeão – Campeonato Tunisiano de Futebol de 2013–14                                                                    |
| Egito · (2º – 80 pts)                                             | Al-Ahly                                                           | Campeão – Campeonato Egípcio de Futebol de 2013–14                                                                           |
| Egito · (2º – 80 pts)                                             | Smouha                                                            | Vice-campeão – Campeonato Egípcio de Futebol de 2013–14                                                                      |
| República Democrática do Congo · (3º – 46 pts)                    | TP Mazembe                                                        | Campeão – Campeonato Nacional de Futebol da República Democrática do Congo de 2013–14                                        |
| República Democrática do Congo · (3º – 46 pts)                    | SM Sanga Balende                                                  | Vice-campeão – Campeonato Nacional de Futebol da República Democrática do Congo de 2013–14                                   |
| Marrocos · (4º – 44 pts)                                          | Moghreb Tétouan                                                   | Campeão – Campeonato Marroquino de Futebol de 2013–14                                                                        |
| Marrocos · (4º – 44 pts)                                          | Raja Casablanca                                                   | Vice-campeão – Campeonato Marroquino de Futebol de 2013–14                                                                   |
| Nigéria · (5º – 41 pts)                                           | Kano Pillars                                                      | Campeão – Campeonato Nigeriano de Futebol de 2014                                                                            |
| Nigéria · (5º – 41 pts)                                           | Enyimba                                                           | Vice-campeão – Campeonato Nigeriano de Futebol de 2014                                                                       |
| Sudão · (6º – 37 pts)                                             | Al-Hilal                                                          | Campeão – Campeonato Sudanês de Futebol de 2014                                                                              |
| Sudão · (6º – 37 pts)                                             | Al-Merrikh                                                        | Vice-campeão – Campeonato Sudanês de Futebol de 2014                                                                         |
| Argélia · (7º – 32 pts)                                           | USM Alger                                                         | Campeão – Campeonato Argelino de Futebol de 2013–14                                                                          |
| Argélia · (7º – 32 pts)                                           | ES Sétif                                                          | Detentores do título (Campeão – Liga dos Campeões da CAF de 2014) Terceiro lugar – Campeonato Argelino de Futebol de 2013–14 |
| Argélia · (7º – 32 pts)                                           | MC El-Eulma                                                       | Quarto-lugar[a] – Campeonato Argelino de Futebol de 2013–14                                                                  |
| Mali · (7º – 32 pts)                                              | Stade Malien                                                      | Campeão – Campeonato Malinês de Futebol de 2013–14                                                                           |
| Mali · (7º – 32 pts)                                              | Club Olympique de Bamako                                          | Vice-campeão – Campeonato Malinês de Futebol de 2013–14                                                                      |
| Camarões · (9º – 21 pts)                                          | Coton Sport                                                       | Campeão – Campeonato Camaronês de Futebol de 2014                                                                            |
| Camarões · (9º – 21 pts)                                          | Cosmos de Bafia                                                   | Vice-campeão – Campeonato Camaronês de Futebol de 2014                                                                       |
| República do Congo · (9º – 21 pts)                                | AC Léopards                                                       | Primeiro-lugar – Campeonato Congolês de Futebol de 2014 antes da paralisação.                                                |
| República do Congo · (9º – 21 pts)                                | Diables Noirs                                                     | Segundo-lugar – Campeonato Congolês de Futebol de 2014 antes da paralisação.                                                 |
| África do Sul · (11º – 20 pts)                                    | Mamelodi Sundowns                                                 | Campeão – Campeonato Sul-Africano de Futebol de 2013–14                                                                      |
| África do Sul · (11º – 20 pts)                                    | Kaizer Chiefs                                                     | Vice-campeão – Campeonato Sul-Africano de Futebol de 2013–14                                                                 |
| Angola · (12º – 17 pts)                                           | Recreativo do Libolo                                              | Campeão – Girabola de 2014                                                                                                   |
| Angola · (12º – 17 pts)                                           | Kabuscorp                                                         | Vice-campeão – Girabola de 2014                                                                                              |
| Associações elegíveis para entrar com uma equipe.                 |                                                                   | |
| Costa do Marfim · (13º – 13 pts)                                  | Séwé Sport                                                        | Campeão – Campeonato Marfinense de Futebol de 2013–14                                                                        |
| Gana · (14º – 8 pts)                                              | Asante Kotoko                                                     | Campeão – Campeonato Ganês de Futebol de 2013–14                                                                             |
| Etiópia · (15º – 5 pts)                                           | Saint George                                                      | Campeão – Campeonato Etíope de Futebol de 2013–14                                                                            |
| Líbia · (16º – 4 pts)                                             | Al-Ahli Trípoli                                                   | Campeão – Campeonato Líbio de Futebol de 2013–14                                                                             |
| Zâmbia · (16º – 4 pts)                                            | ZESCO United                                                      | Campeão – Campeonato Zambiano de Futebol de 2014                                                                             |
| Níger · (19º – 2 pts)                                             | AS GNN                                                            | Campeão – Campeonato Nigerino de Futebol de 2013–14                                                                          |
| Benim                                                             | Buffles du Borgou                                                 | Campeão – Campeonato Beninense de Futebol de 2013–14                                                                         |
| Botswana                                                          | Township Rollers                                                  | Campeão – Campeonato Botsuano de Futebol de 2013–14                                                                          |
| Burquina Fasso                                                    | Etoile Filante                                                    | Campeão – Campeonato Burquinense de Futebol de 2013–14                                                                       |
| Burundi                                                           | LLB Académic                                                      | Campeão – Campeonato Burundiano de Futebol de 2013–14                                                                        |
| Chade                                                             | Foullah Edifice                                                   | Campeão – Campeonato Chadiano de Futebol de 2014                                                                             |
| Comores                                                           | Fomboni Club                                                      | Campeão – Campeonato Comorense de Futebol de 2014                                                                            |
| Guiné Equatorial                                                  | Sony Elá Nguema                                                   | Campeão – Campeonato Guinéu-Equatoriano de Futebol de 2014                                                                   |
| Gabão                                                             | AS Mangasport                                                     | Campeão – Campeonato Gabonês de Futebol de 2013–14                                                                           |
| Gâmbia                                                            | Real de Banjul                                                    | Campeão – Campeonato Gambiano de Futebol de 2014                                                                             |
| Guiné                                                             | AS Kaloum                                                         | Campeão – Campeonato Guineano de Futebol de 2013–14                                                                          |
| Quênia                                                            | Gor Mahia                                                         | Campeão – Campeonato Queniano de Futebol de 2014                                                                             |
| Lesoto                                                            | Bantu                                                             | Campeão – Campeonato Lesoto de Futebol de 2013–14                                                                            |
| Libéria                                                           | Barrack Young Controllers                                         | Campeão – Campeonato Liberiano de Futebol de 2013–14                                                                         |
| Madagáscar                                                        | CNaPS Sport                                                       | Campeão – Campeonato Malgaxe de Futebol de 2014                                                                              |
| Malawi                                                            | Big Bullets                                                       | Campeão – Campeonato Malawiano de Futebol de 2014                                                                            |
| Moçambique                                                        | Liga Muçulmana                                                    | Campeão – Moçambola de 2014                                                                                                  |
| Ruanda                                                            | APR                                                               | Campeão – Campeonato Ruandês de Futebol de 2013–14                                                                           |
| Senegal                                                           | AS Pikine                                                         | Campeão – Campeonato Senegalês de Futebol de 2013–14                                                                         |
| Seicheles                                                         | St Michel United                                                  | Campeão – Campeonato Seichelense de Futebol de 2014                                                                          |
| Serra Leoa                                                        | East End Lions                                                    | Primeiro-lugar – Campeonato Serra-Leonês de Futebol de 2014 antes da paralisação                                             |
| Sudão do Sul                                                      | Al-Malakia                                                        | Campeão – Copa do Sudão do Sul de Futebol de 2014                                                                            |
| Essuatíni                                                         | Mbabane Swallows                                                  | Vice-campeão – Campeonato Suazi de Futebol de 2013–14                                                                        |
| Tanzânia                                                          | Azam                                                              | Campeão – Campeonato Tanzaniano de Futebol de 2013–14                                                                        |
| Togo                                                              | AC Semassi                                                        | Campeão – Campeonato Togolês de Futebol de 2014                                                                              |
| Uganda                                                            | Kampala City Council                                              | Campeão – Campeonato Ugandense de Futebol de 2013–14                                                                         |
| Zanzibar                                                          | KMKM                                                              | Campeão – Campeonato Zanzibarita de Futebol de 2013–14                                                                       |

Notas
- A. ^  JS Kabylie, o segundo-lugar no Campeonato Argelino de Futebol de 2013–14 foi suspenso pela CAF por dois anos após a morte de Albert Ebossé durante uma partida contra o USM Alger.[3][4]

As seguintes associações não entraram com uma equipe:
- Zimbabwe (18º – 3 pts)
- Cabo Verde
- República Centro-Africana
- Djibuti
- Eritreia
- Guiné-Bissau
- Mauritânia
- Ilhas Maurícias
- Namíbia
- Reunião
- São Tomé e Príncipe
- Somália

## Calendário
O calendário para a competição é o seguinte (todos os sorteios são realizados na sede da CAF no Cairo, Egito a não ser como mostrado abaixo).
| Fase           | Rodade            | Data do sorteio        | Partida de ida                | Partida de volta          |
| -------------- | ----------------- | ---------------------- | ----------------------------- | ------------------------- |
| Qualificação   | Rodada preliminar | 22 de dezembro de 2014 | 13–15 de fevereiro            | 27 de fevereiro – 1 março |
| Qualificação   | Primeira fase     | 22 de dezembro de 2014 | 13–15 de março                | 3–5 abril                 |
| Qualificação   | Segunda fase      | 22 de dezembro de 2014 | 17–19 de abril                | 1–3 de maio               |
| Fase de grupos | 1ª Rodada         | 5 de março             | 26–28 de junho                | 26–28 de junho            |
| Fase de grupos | 2ª Rodada         | 5 de março             | 10–12 de julho                | 10–12 de julho            |
| Fase de grupos | 3ª Rodada         | 5 de março             | 24–26 de julho                | 24–26 de julho            |
| Fase de grupos | 4ª Rodada         | 5 de março             | 7–9 de agosto                 | 7–9 de agosto             |
| Fase de grupos | 5ª Rodada         | 5 de março             | 21–23 de agosto               | 21–23 de agosto           |
| Fase de grupos | 6ª Rodada         | 5 de março             | 11–13 de setembro             | 11–13 de setembro         |
| Fase final     | Semifinais        | 5 de março             | 25–27 de setembro             | 2–4 de outubro            |
| Fase final     | Final             | 5 de março             | 30 de outubro – 1 de novembro | 6–8 de novembro           |

## Fases de qualificação
O sorteio para esta fase ocorreu em 22 de dezembro de 2014.

### Fase preliminar
| Equipe 1          | Total       | Equipe 2                  | 1.º jogo | 2.º jogo |
| ----------------- | ----------- | ------------------------- | -------- | -------- |
| Mbabane Swallows  | 1–2         | ZESCO United              | 1–1      | 0–1      |
| Séwé Sport        | 2–3         | AS Kaloum                 | 1–2      | 1–1      |
| USM Alger         | 4–3         | Foullah Edifice           | 3–0      | 1–3      |
| AS Pikine         | 1–0         | Etoile Filante            | 1–0      | 0–0      |
| Al-Hilal          | 2–1         | KMKM                      | 2–0      | 0–1      |
| Fomboni           | 2–3         | Big Bullets               | 0–1      | 2–2      |
| Recreativo Libolo | 3–3 (gf)    | SM Sanga Balende          | 3–1      | 0–2      |
| KCCA              | 1–3         | Cosmos de Bafia           | 1–0      | 0–3      |
| Azam              | 2–3         | Al-Merrikh                | 2–0      | 0–3      |
| LLB Académic      | 0–1         | Kabuscorp                 | 0–0      | 0–1      |
| Elá Nguema        | 1–2         | Semassi                   | 1–1      | 0–1      |
| MC El-Eulma       | 2–2 (gf)    | Saint George              | 1–0      | 1–2      |
| East End Lions    | w/o         | Asante Kotoko             | —        | —        |
| Enyimba           | 4–0         | Buffles du Borgou         | 3–0      | 1–0      |
| Al-Ahli Trípoli   | 1–1 (3–5 p) | Smouha                    | 1–0      | 0–1      |
| Gor Mahia         | 3–3 (gf)    | CNaPS Sport               | 1–0      | 2–3      |
| Liga Muçulmana    | 1–2         | APR                       | 0–0      | 1–2      |
| Olympique         | 2–3         | Moghreb Tétouan           | 2–0      | 0–3      |
| Al-Malakia        | 0–5         | Kano Pillars              | 0–2      | 0–3      |
| Real Banjul       | 2–1         | Barrack Young Controllers | 1–1      | 1–0      |
| Kaizer Chiefs     | 3–1         | Township Rollers          | 2–1      | 1–0      |
| Raja Casablanca   | 6–2         | Diables Noirs             | 4–0      | 2–2      |
| St Michel United  | 1–4         | Mamelodi Sundowns         | 1–1      | 0–3      |
| Mangasport        | 1–0         | Bantu                     | 1–0      | 0–0      |
| Stade Malien      | 1–1 (gf)    | AS GNN                    | 0–0      | 1–1      |

### Primeira fase
| Equipe 1          | Total   | Equipe 2        | 1.º jogo | 2.º jogo |
| ----------------- | ------- | --------------- | -------- | -------- |
| ZESCO United      | 2–2 (p) | Kaloum Star     | 1–1      | 1–1      |
| USM Alger         | 6–2     | Pikine          | 5–1      | 1–1      |
| Al-Hilal          | 5–1     | Big Bullets     | 4–0      | 1–1      |
| Coton Sport       | 0–2     | Sanga Balende   | 0–0      | 0–2      |
| Cosmos            | 1–4     | Espérance       | 0–1      | 1–3      |
| Al-Merrikh        | 3–2     | Kabuscorp       | 2–0      | 1–2      |
| Semassi           | 0–6     | Sfaxien         | 0–5      | 0–1      |
| MC El-Eulma       | 2–1     | Asante Kotoko   | 0–0      | 2–1      |
| Enyimba           | 1–2     | Smouha          | 1–0      | 0–2      |
| Gor Mahia         | 0–2     | Léopards        | 0–1      | 0–1      |
| APR               | 0–4     | Al-Ahly         | 0–2      | 0–2      |
| Moghreb Tétouan   | 5–2     | Kano Pillars    | 4–0      | 1–2      |
| Real Banjul       | 1–3     | ES Sétif        | 1–1      | 0–2      |
| Kaizer Chiefs     | 0–3     | Raja Casablanca | 0–1      | 0–2      |
| Mamelodi Sundowns | 2–3     | Mazembe         | 1–0      | 1–3      |
| Mangasport        | 2–5     | Stade Malien    | 1–3      | 1–2      |

### Segunda fase
| Equipe 1         | Total       | Equipe 2           | 1.º jogo | 2.º jogo |
| ---------------- | ----------- | ------------------ | -------- | -------- |
| USM Alger        | 3–2         | AS Kaloum          | 2–1      | 1–1      |
| SM Sanga Balende | 0–2         | Al-Hilal           | 0–1      | 0–1      |
| Al-Merrikh       | 2–2 (gf)    | Espérance de Tunis | 1–0      | 1–2      |
| MC El-Eulma      | 1–1 (7–6 p) | CS Sfaxien         | 1–0      | 0–1      |
| AC Léopards      | 1–2         | Smouha             | 1–0      | 0–2      |
| Moghreb Tétouan  | 1–1 (4–3 p) | Al-Ahly            | 1–0      | 0–1      |
| Raja Casablanca  | 4–4 (1–4 p) | ES Sétif           | 2–2      | 2–2      |
| Stade Malien     | 3–4         | TP Mazembe         | 2–2      | 1–2      |

Os perdedores desta fase entraram na fase de play-off da Copa das Confederações da CAF de 2015.

## Fase de grupos
O sorteio para esta fase foi realizado em 5 de maio de 2015.

### Grupo A
| Pos. | Equipe          | Pts | J | V | E | D | GP | GC | SG |
| ---- | --------------- | --- | - | - | - | - | -- | -- | -- |
| 1    | TP Mazembe      | 11  | 6 | 3 | 2 | 1 | 8  | 1  | +7 |
| 2    | Al-Hilal        | 9   | 6 | 2 | 3 | 1 | 5  | 3  | +2 |
| 3    | Moghreb Tétouan | 8   | 6 | 2 | 2 | 2 | 6  | 10 | –4 |
| 4    | Smouha          | 3   | 6 | 1 | 1 | 4 | 5  | 10 | –5 |

### Grupo B
| Pos. | Equipe      | Pts | J | V | E | D | GP | GC | SG |
| ---- | ----------- | --- | - | - | - | - | -- | -- | -- |
| 1    | USM Alger   | 15  | 6 | 5 | 0 | 1 | 9  | 3  | +6 |
| 2    | Al-Merrikh  | 13  | 6 | 4 | 1 | 1 | 9  | 4  | +5 |
| 3    | ES Sétif    | 5   | 6 | 1 | 2 | 3 | 5  | 10 | –5 |
| 4    | MC El-Eulma | 1   | 6 | 0 | 1 | 5 | 5  | 11 | –6 |

## Fase final

### Semifinal
| Equipe 1   | Total | Equipe 2   | 1.º jogo | 2.º jogo |
| ---------- | ----- | ---------- | -------- | -------- |
| Al-Merrikh | 2–4   | TP Mazembe | 2–1      | 0–3      |
| Al-Hilal   | 1–2   | USM Alger  | 1–2      | 0–0      |

### Final
| Equipe 1  | Total | Equipe 2   | 1.º jogo | 2.º jogo |
| --------- | ----- | ---------- | -------- | -------- |
| USM Alger | 1–4   | TP Mazembe | 1–2      | 0-2      |

Jogo de ida
| 31 de outubro | USM Alger  | 1 - 2     | TP Mazembe                      | Stade Omar Hamadi, Argel                  |
| 20:30 (UTC+1) | Seguer 88' | Relatório | Kalaba 27' · Samatta 79' (pen.) | Público: 15 000 Árbitro: EGY Gehad Grisha |

Jogo de volta
| 8 de novembro | TP Mazembe                        | 2- 0      | USM Alger | Stade TP Mazembe, Lubumbashi |
| 15:30 (UTC+2) | Samatta 74' (pen.) · Assalé 90+3' | Relatório |           | Árbitro: GAM Bakary Gassama  |

## Premiação
| Liga dos Campeões da CAF de 2015 |
| República Democrática do Congo   |
| -------------------------------- |
| TP Mazembe Campeão (5º título)   |